# Emerson Fittipaldi
Pour les autres membres de la famille, voir Fittipaldi.
Temple international de la renommée du sport automobile 2003
Emerson Fittipaldi, né le 12 décembre 1946 à São Paulo, est un pilote automobile brésilien. Il a notamment été le premier pilote de son pays à remporter le championnat du monde de Formule 1 à deux reprises (en 1972 et 1974), ainsi que le championnat CART (1989) et les 500 miles d'Indianapolis  (1989 et 1993). Il a été nommé membre de la Laureus World Sports Academy.

## Biographie

### Famille
Emerson Fittipaldi  est le frère cadet de Wilson Fittipaldi, ancien propriétaire de l'écurie Fittipaldi. Il est l'oncle du pilote Christian Fittipaldi. Marié à Maria Helena de 1970 à 1982, ils ont eu trois enfants ensemble, Juliana, Jayson et Tatiana qui a épousé Max Papis. Marié en deuxièmes noces à Teresa, au milieu des années 1980, ils ont une fille, Joana, et un fils, Luca. En 2012, Emerson Fittipaldi épouse Rossana Fanucchi à São Paulo après avoir vécu avec elle durant onze ans. Ils ont un fils, Emerson, né en 2007, et une fille Vittoria, née au début de 2012. Ses trois petits-fils Pietro Fittipaldi, né en 1996, Enzo Fittipaldi, né en 2001 et Emerson Fittipaldi Jr, né en 2006 sont également pilotes.

### Les débuts

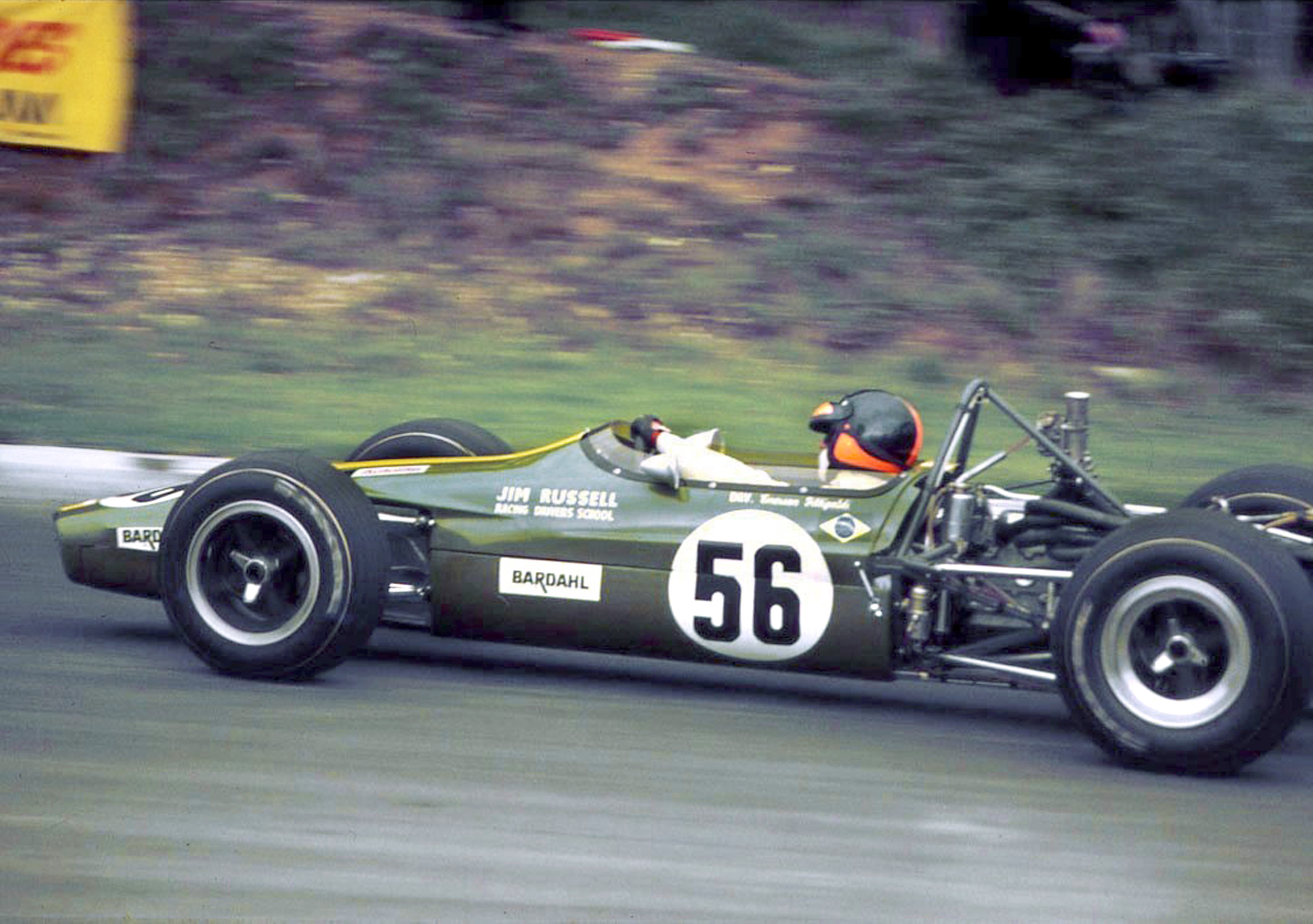
Fittipaldi sur Lotus 59 de F3 à Brands Hatch en 1969.

Emerson Fittipaldi débute comme mécanicien avant de courir en moto et de passer au karting. Pour sa deuxième saison en monoplace, il remporte le titre brésilien de Formule Vee à 21 ans. En 1969, il débarque en Grande-Bretagne, pour courir en Europe, avec l'ambition de parvenir en trois mois à convaincre les responsables d'écuries de son talent. Après quelques podiums et ses premières victoires (Champion de Grande-Bretagne de Formule 3 sur Lotus-Ford-Holbay dans le Lombank F3), Emerson est engagé par Jim Russell, propriétaire d'une écurie de Formule 3. Il enchaîne aussitôt les victoires, au point d'attirer immédiatement l'attention de Colin Chapman, le concepteur des Lotus, qui cherche un pilote pour épauler l'Autrichien Jochen Rindt lors de la saison 1970 de Formule 1. La mort de Jochen Rindt en septembre 1970 place très vite le jeune Fittipaldi devant de lourdes responsabilités. En s'imposant dès son cinquième Grand Prix, à Watkins Glen aux États-Unis, il contribue grandement au titre mondial à titre posthume du pilote autrichien.

### Double consécration en Formule 1

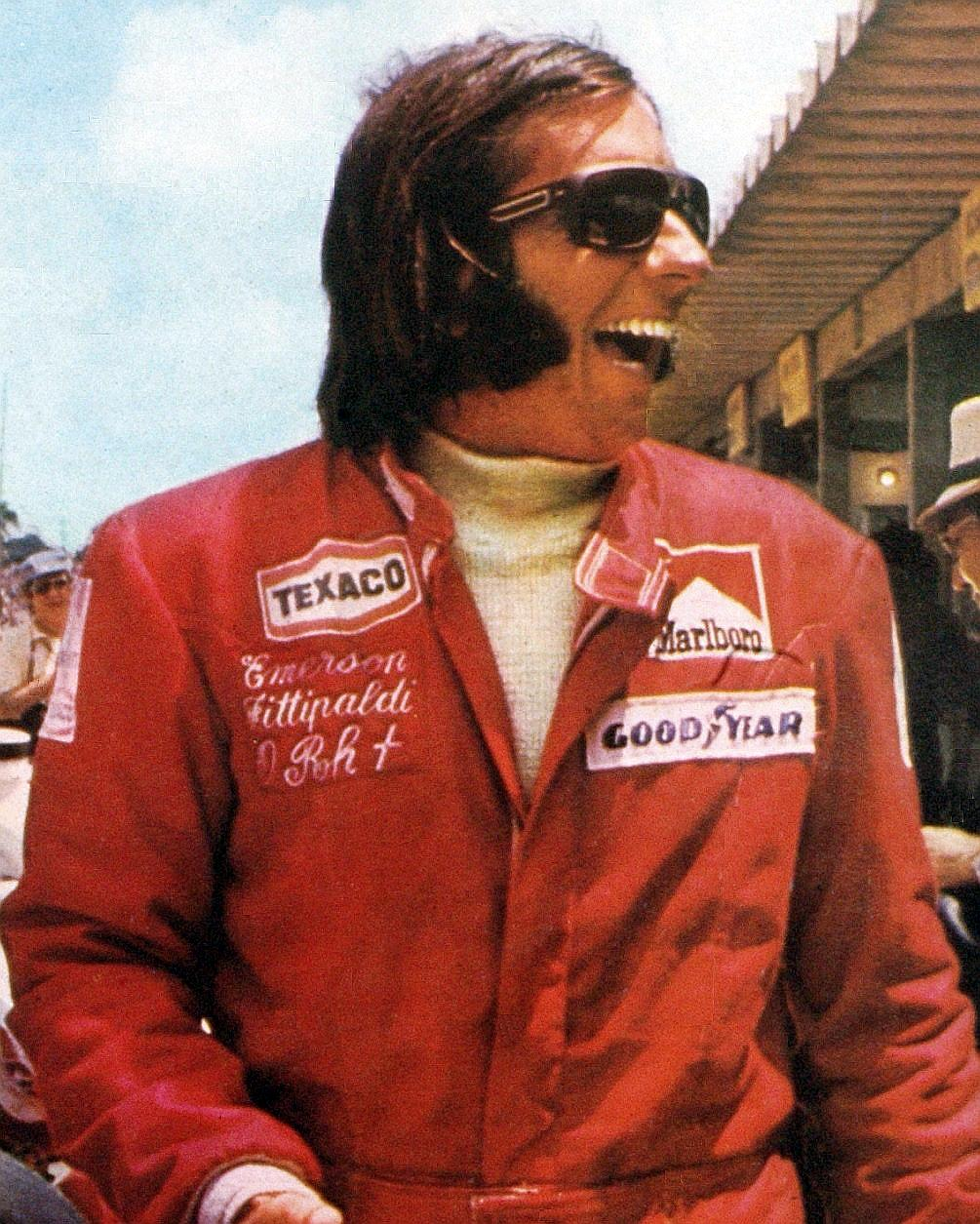
Emerson Fittipaldi en 1974.

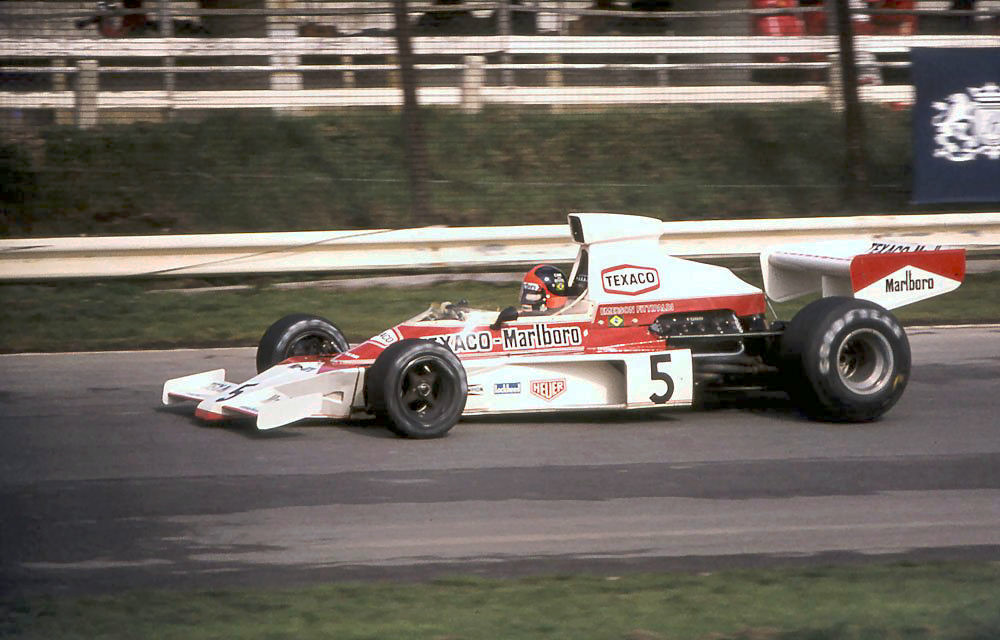
En 1974, Grand Prix de Grande-Bretagne sur McLaren M23.

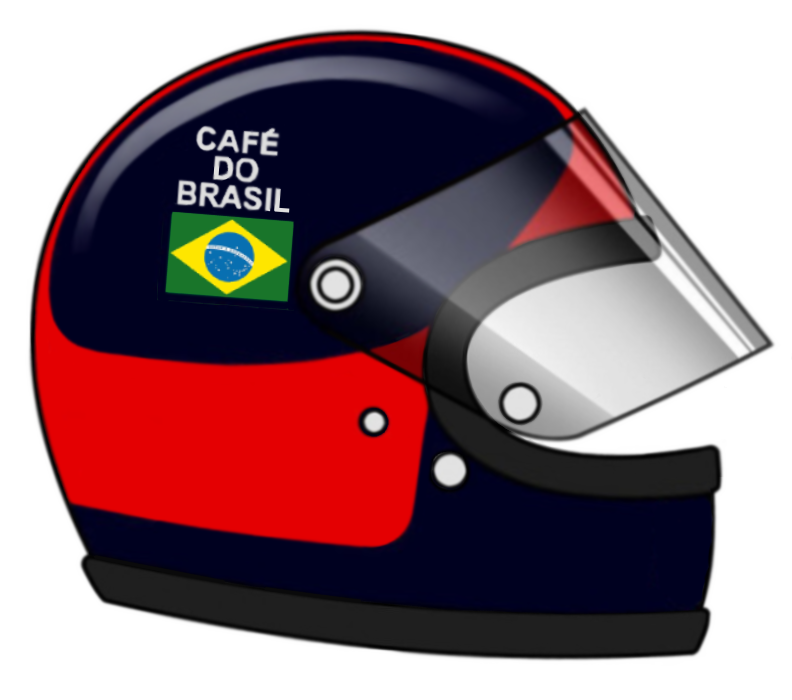
Le casque d'Emerson Fittipaldi.

Cette éclosion rapide, l'une des plus fulgurantes que le sport automobile ait connues, place d'emblée le jeune pilote brésilien parmi les favoris pour le titre de champion du monde. Toujours chez Lotus en 1971, même s'il ne remporte aucune course, il termine sixième du championnat (avec 16 points), et affiche ses ambitions pour la saison suivante. En 1972, il remporte la Race of Champions et le BRDC International Trophy deux courses hors-championnat puis, avec 61 points et cinq victoires en douze épreuves, il devient champion du monde de F1 avec 16 points d'avance sur le double champion du monde Jackie Stewart. À 25 ans et 9 mois, Emerson Fittipaldi devient le plus jeune champion du monde de l'histoire de la Formule 1. Ce record tiendra jusqu'en 2005 et le titre mondial de l'Espagnol Fernando Alonso, âgé de 24 ans depuis le 29 juillet 2005.
Avec trois victoires dans les quatre premières manches de la saison 1973, Fittipaldi semble bien parti pour se succéder à lui-même. Mais une blessure lors d'essais privés met un terme à sa marche triomphale vers un second titre et permet à Jackie Stewart de prendre sa revanche en obtenant sa troisième couronne. En 1974, il est recruté par l'écurie McLaren avec laquelle il conquiert un deuxième titre de champion du monde (55 points, 3 victoires).

### L'échec du projet Copersucar

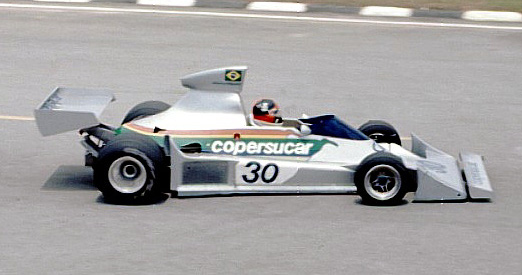
La Copersucar FD04 de 1976.

En 1976, Emerson Fittipaldi rejoint de manière surprise son frère Wilson au sein de la nouvelle écurie brésilienne Copersucar-Fittipaldi, montée un an plus tôt, et qui se traîne en fond de grille. Il s'agit, pour le double champion du monde, qui a convaincu Jo Ramírez de rejoindre le projet, d'un beau challenge. Sa qualification en cinquième place au premier Grand Prix de la saison, à domicile, laisse entrevoir une possible progression, mais elle ne se reproduira plus jamais au cours des cinq années de collaboration familiale. De mieux en mieux, 1978 s'ouvre sur une belle deuxième place, à Rio devant une foule brésilienne en délire. Hormis un podium chanceux à Long Beach en 1980, Emerson vit deux dernières saisons désastreuses et décide de jeter l'éponge.
Continuant malgré tout à croire dans le potentiel de l'écurie qui porte son nom, il s'occupera de son management pendant deux saisons, en 1981 et 1982, faisant courir le futur champion du monde Keke Rosberg et Chico Serra. Mais au terme de ces deux nouvelles années la famille et les sponsors doivent baisser le rideau définitivement.

### Carrière aux États-Unis

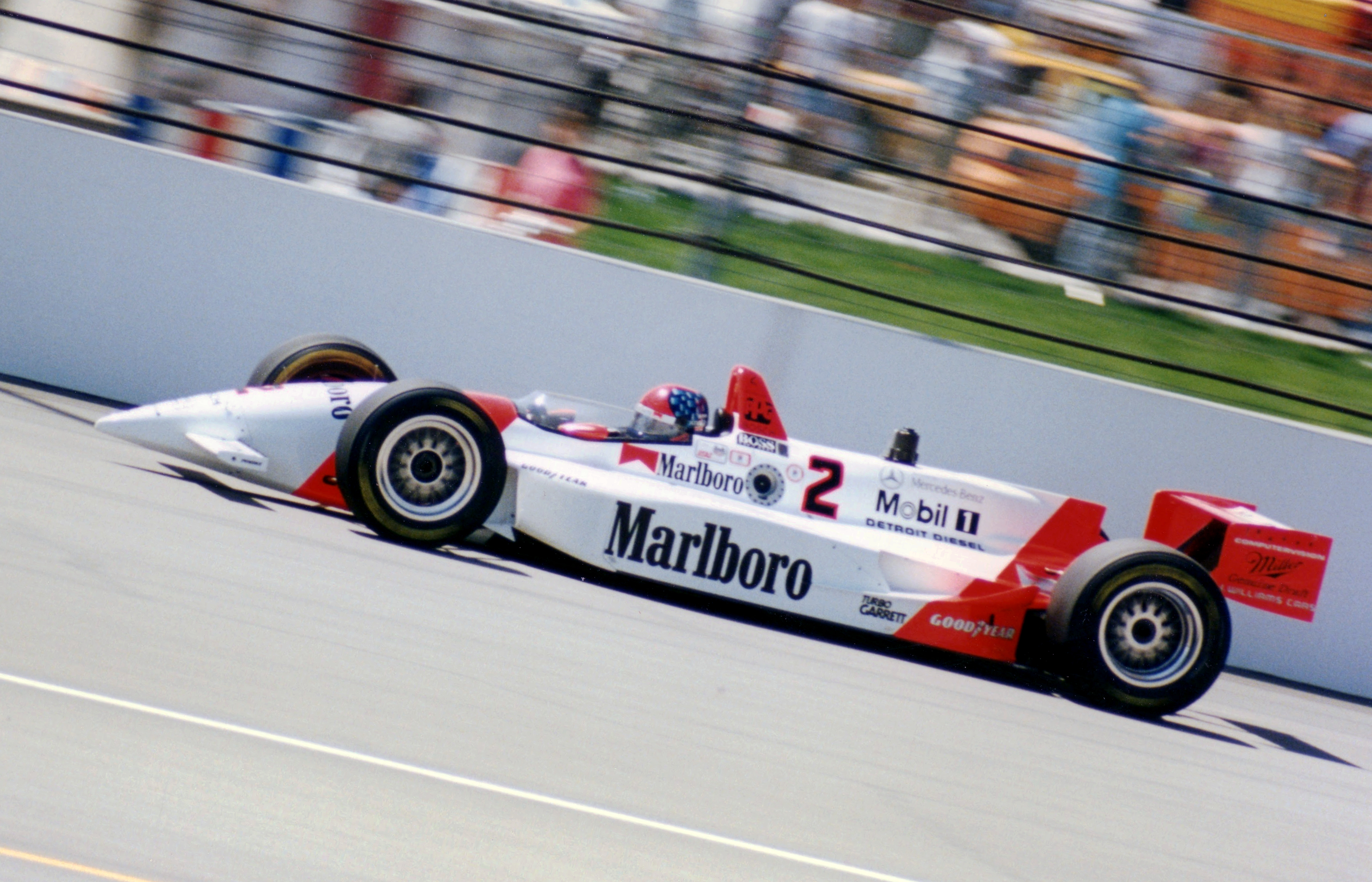
Fittipaldi aux 500 miles d'Indianapolis 1994 sur Penske.

Après une tentative avortée de retour en Formule 1 au début de la saison 1984, Fittipaldi tire un trait définitif sur la F1 et s'installe aux États-Unis pour courir dans le championnat CART. Devenu l'une des stars du sport automobile américain, Fittipaldi remporte le championnat CART en 1989. Il remporte deux fois l'épreuve reine de la série, les 500 miles d'Indianapolis , en 1989 et 1993, sur le célèbre Indianapolis Motor Speedway. Il est également sacré vice-champion CART en 1993 et en 1994. En juillet 1996, il est victime d'un grave accident sur le Michigan International Speedway, et décide de mettre un terme à sa carrière en février 1997, après sa convalescence.
En septembre 1997, il est victime d'un accident d'ULM lors d'un survol de sa plantation d'orangers et s'en sort avec un simple mal de dos.

### Retour à la compétition
Neuf ans après sa retraite, en 2005, Emerson Fittipaldi retourne à la compétition dans le cadre des Grand Prix Masters qui mettent aux prises d'anciennes gloires de Formule 1 et termine deuxième de la première course et ne marque aucun point lors des deux autres courses de cet éphémère championnat. En 2008, avec son frère Wilson, il participe au championnat brésilien de GT3 ; avec deux podiums, il se classe douzième de la série. 
Il arrête alors la compétition pour devenir, en 2011, président du site d'informations de sport automobile Motorsport.com. En 2014, à 67 ans, il reprend le volant à l'occasion des 6 Heures de São Paulo, dans le cadre du Championnat du monde d'endurance FIA, en catégorie GTE Am, sur une Ferrari 458 Italia GT2, d'AF Corse.

### Constructeur automobile
En 2016, Emerson Fittipaldi fonde Fittipaldi Motors et, avec Pininfarina et HWA AG, crée sa première voiture de sport, la Fittipaldi EF7 (en).

## Résultats en championnat du monde de Formule 1
| Saison | Écurie                                 | Châssis     | Moteur                                                    | Pneus     | GP disputés | Victoires | Pole positions | Meilleurs tours | Points inscrits | Classement |
| ------ | -------------------------------------- | ----------- | --------------------------------------------------------- | --------- | ----------- | --------- | -------------- | --------------- | --------------- | ---------- |
| 1970   | Gold Leaf Team Lotus                   | 49C 72C     | Ford-Cosworth V8                                          | Firestone | 5           | 1         | 0              | 0               | 12              | 10e        |
| 1971   | Gold Leaf Team Lotus World Wide Racing | 72C 72D 56B | Ford-Cosworth V8 Ford-Cosworth V8 Pratt & Whitney Turbine | Firestone | 6           | 0         | 0              | 0               | 16              | 6e         |
| 1972   | Gold Leaf Team Lotus World Wide Racing | 72D         | Ford-Cosworth V8                                          | Firestone | 12          | 5         | 3              | 0               | 61              | Champion   |
| 1973   | Gold Leaf Team Lotus                   | 72D 72E     | Ford-Cosworth V8                                          | Goodyear  | 15          | 3         | 1              | 5               | 55              | 2e         |
| 1974   | Marlboro Team Texaco                   | M23         | Ford-Cosworth V8                                          | Goodyear  | 15          | 3         | 2              | 0               | 55              | Champion   |
| 1975   | Marlboro Team Texaco                   | M23         | Ford-Cosworth V8                                          | Goodyear  | 13          | 2         | 0              | 1               | 45              | 2e         |
| 1976   | Copersucar-Fittipaldi                  | FD04        | Ford-Cosworth V8                                          | Goodyear  | 15          | 0         | 0              | 0               | 3               | 17e        |
| 1977   | Copersucar-Fittipaldi                  | FD04 F5     | Ford-Cosworth V8                                          | Goodyear  | 14          | 0         | 0              | 0               | 11              | 12e        |
| 1978   | Fittipaldi Automotive                  | F5A         | Ford-Cosworth V8                                          | Goodyear  | 16          | 0         | 0              | 0               | 17              | 9e         |
| 1979   | Fittipaldi Automotive                  | F5A F6 F6A  | Ford-Cosworth V8                                          | Goodyear  | 15          | 0         | 0              | 0               | 1               | 21e        |
| 1980   | Skol Fittipaldi Team                   | F7 F8       | Ford-Cosworth V8                                          | Goodyear  | 14          | 0         | 0              | 0               | 5               | 15e        |
|        | Total                                  |             |                                                           |           | 140         | 14        | 6              | 6               | 281             |            |

## Victoires en championnat du monde de Formule 1
| #  | Année | Manche | Date              | Grand Prix      | Circuit        | Position de départ | Écurie               | Voiture     | Résumé |
| -- | ----- | ------ | ----------------- | --------------- | -------------- | ------------------ | -------------------- | ----------- | ------ |
| 1  | 1970  | 12/13  | 4 octobre 1970    | États-Unis      | Watkins Glen   | 3e                 | Gold Leaf Team Lotus | Lotus 72    | Résumé |
| 2  | 1972  | 3/12   | 1er mai 1972      | Espagne         | Jarama         | 3e                 | Lotus-Ford           | Lotus 72D   | Résumé |
| 3  | 1972  | 5/12   | 4 juin 1972       | Belgique        | Nivelles       | pole position      | Lotus-Ford           | Lotus 72D   | Résumé |
| 4  | 1972  | 7/12   | 15 juillet 1972   | Grande-Bretagne | Brands Hatch   | 2e                 | Lotus-Ford           | Lotus 72D   | Résumé |
| 5  | 1972  | 9/12   | 13 août 1972      | Autriche        | Österreichring | pole position      | Lotus-Ford           | Lotus 72D   | Résumé |
| 6  | 1972  | 10/12  | 10 septembre 1972 | Italie          | Monza          | 4e                 | World Wide Racing    | Lotus 72D   | Résumé |
| 7  | 1973  | 1/15   | 28 janvier 1973   | Argentine       | Bueno Aires    | 2e                 | Lotus-Ford           | Lotus 72D   | Résumé |
| 8  | 1973  | 2/15   | 11 février 1973   | Brésil          | Interlagos     | 2e                 | Lotus-Ford           | Lotus 72D   | Résumé |
| 9  | 1973  | 4/15   | 29 avril 1973     | Espagne         | Montjuïc       | 7e                 | Lotus-Ford           | Lotus 72E   | Résumé |
| 10 | 1974  | 2/15   | 27 janvier 1974   | Brésil          | Interlagos     | pole position      | Marlboro-Team-Texaco | McLaren M23 | Résumé |
| 11 | 1974  | 5/15   | 12 mai 1974       | Belgique        | Nivelles       | 4e                 | Marlboro-Team-Texaco | McLaren M23 | Résumé |
| 12 | 1974  | 14/15  | 22 septembre 1974 | Canada          | Mosport Park   | pole position      | Marlboro-Team-Texaco | McLaren M23 | Résumé |
| 13 | 1975  | 1/14   | 12 janvier 1975   | Argentine       | Bueno Aires    | 5e                 | Marlboro-Team-Texaco | McLaren M23 | Résumé |
| 14 | 1975  | 10/14  | 19 juillet 1975   | Grande-Bretagne | Silverstone    | 7e                 | Marlboro-Team-Texaco | McLaren M23 | Résumé |

| 1970          | Gold Leaf Team Lotus   | Lotus 49C       | Ford V8           | RSA      | ESP      | MON      | BEL      | NED      | FRA      | GBR 8    | GER 4    | AUT 15   |          |          |          |          |          |        |          |     | 10e | 12 |
| 1970          | Gold Leaf Team Lotus   | Lotus 72C       | Ford V8           |          |          |          |          |          |          |          |          |          | ITA Np   | CAN      | USA 1    | MEX Abd. |          |        |          |     | 10e | 12 |
| 1971          | Gold Leaf Team Lotus   | Lotus 72C       | Ford V8           | RSA Abd. | ESP Abd. |          |          |          |          |          |          |          |          |          |          |          |          |        |          |     | 6e  | 16 |
| 1971          | Gold Leaf Team Lotus   | Lotus 72D       | Ford V8           |          |          | MON 5    | NED      | FRA 3    | GBR 3    | GER Abd. | AUT 2    |          | CAN 7    | USA NC   |          |          |          |        |          |     | 6e  | 16 |
| 1971          | World Wide Racing      | Lotus 56B       | P&W turbine à gaz |          |          |          |          |          |          |          |          | ITA 8    |          |          |          |          |          |        |          |     | 6e  | 16 |
| 1972          | John Player Team Lotus | Lotus 72D       | Ford V8           | ARG Abd. | RSA 2    | ESP 1    | MON 3    | BEL 1    | FRA 2    | GBR 1    | GER Abd. | AUT 1    |          | CAN 11   | USA Abd. |          |          |        |          |     | 1er | 61 |
| 1972          | World Wide Racing      | Lotus 72D       | Ford V8           |          |          |          |          |          |          |          |          |          | ITA 1    |          |          |          |          |        |          |     | 1er | 61 |
| 1973          | John Player Team Lotus | Lotus 72D       | Ford V8           | ARG 1    | BRA 1    | RSA 3    |          |          |          |          |          |          |          |          |          |          |          |        |          |     | 2e  | 55 |
| 1973          | John Player Team Lotus | Lotus 72E       | Ford V8           |          |          |          | ESP 1    | BEL 3    | MON 2    | SWE 12   | FRA Abd. | GBR Abd. | NED Abd. | GER 6    | AUT Abd. | ITA 2    | CAN 2    | USA 6  |          |     | 2e  | 55 |
| 1974          | Marlboro Team Texaco   | McLaren M23     | Ford V8           | ARG 10   | BRA 1    | RSA 7    | ESP 3    | BEL 1    | MON 5    | SWE 4    | NED 3    | FRA Abd. | GBR 2    | GER Abd. | AUT Abd. | ITA 2    | CAN 1    | USA 4  |          |     | 1er | 55 |
| 1975          | Marlboro Team McLaren  | McLaren M23     | Ford V8           | ARG 1    | BRA 2    | RSA NC   | ESP Np   | MON 2    | BEL 7    | SWE 8    | NED Abd. | FRA 4    | GBR 1    | GER Abd. | AUT 9    | ITA 2    | USA 2    |        |          |     | 2e  | 45 |
| 1976          | Copersucar-Fittipaldi  | Fittipaldi FD04 | Ford V8           | BRA 13   | RSA 17   | USW 6    | ESP Abd. | BEL Nq   | MON 6    | SWE Abd. | FRA Abd. | GBR 6    | GER 13   | AUT Abd. | NED Abd. | ITA 15   | CAN Abd. | USA 9  | JPN Abd. |     | 17e | 3  |
| 1977          | Copersucar-Fittipaldi  | Fittipaldi FD04 | Ford V8           | ARG 4    | BRA 4    | RSA 10   | USW 5    | ESP 14   | MON Abd. |          | SWE 18   |          |          |          |          |          |          |        |          |     | 12e | 11 |
| 1977          | Copersucar-Fittipaldi  | Fittipaldi F5   | Ford V8           |          |          |          |          |          |          | BEL Abd. |          | FRA 11   | GBR Abd. | GER Nq   | AUT 11   | NED 4    | ITA Nq   | USA 13 | CAN Abd. | JPN | 12e | 11 |
| 1978          | Fittipaldi Automotive  | Fittipaldi F5A  | Ford V8           | ARG 9    | BRA 2    | RSA Abd. | USW 8    | MON 9    | BEL Abd. | ESP Abd. | SWE 6    | FRA Abd. | GBR Abd. | GER 4    | AUT 4    | NED 5    | ITA 8    | USA 5  | CAN Abd. |     | 10e | 17 |
| 1979          | Fittipaldi Automotive  | Fittipaldi F5A  | Ford V8           | ARG 6    | BRA 11   |          | USW Abd. | ESP 11   | BEL 9    | MON Abd. | FRA Abd. | GBR Abd. |          |          |          |          |          |        |          |     | 21e | 1  |
| 1979          | Fittipaldi Automotive  | Fittipaldi F6   | Ford V8           |          |          | RSA 13   |          |          |          |          |          |          |          |          |          |          |          |        |          |     | 21e | 1  |
| 1979          | Fittipaldi Automotive  | Fittipaldi F6A  | Ford V8           |          |          |          |          |          |          |          |          |          | GER Abd. | AUT Abd. | NED Abd. | ITA 8    | CAN 8    | USA 7  |          |     | 21e | 1  |
| 1980          | Skol Fittipaldi Team   | Fittipaldi F7   | Ford V8           | ARG NC   | BRA 15   | RSA 8    | USW 3    | BEL Abd. | MON 6    | FRA Abd. |          |          |          |          |          |          |          |        |          |     | 15e | 5  |
| 1980          | Skol Fittipaldi Team   | Fittipaldi F8   | Ford V8           |          |          |          |          |          |          |          | GBR 12   | GER Abd. | AUT 11   | NED Abd. | ITA Abd. | CAN Abd. | USA Abd. |        |          |     | 15e | 5  |
| Légende : ici |                        |                 |                   |          |          |          |          |          |          |          |          |          |          |          |          |          |          |        |          |     |     |    |

## Résultats en Formule 1 hors-championnat
| 1971          | Gold Leaf Team Lotus   | Lotus 72       | Ford V8           | ARG Abd. |          | QUE Abd. | SPR 7 |          | RIN      | OUL | VIC 2 |
| 1971          | Gold Leaf Team Lotus   | Lotus 56B      | P&W turbine à gaz |          | ROC Abd. |          |       | INT Abd. |          |     |       |
| 1972          | John Player Team Lotus | Lotus 72D      | Ford V8           | ROC 1    | BRA Abd. | INT 1    | OUL 2 | REP 1    | VIC Abd. |     |       |
| 1973          | John Player Team Lotus | Lotus 72       | Ford V8           | ROC Abd. | INT Abd. |          |       |          |          |     |       |
| 1974          | Marlboro Team Texaco   | McLaren M23    | Ford V8           | PRE 1    | ROC 3    | INT      |       |          |          |     |       |
| 1975          | Marlboro Team McLaren  | McLaren M23    | Ford V8           | ROC 5    | INT 2    | SUI Abd. |       |          |          |     |       |
| 1978          | Fittipaldi Automotive  | Fittipaldi F5A | Ford V8           | INT 2    |          |          |       |          |          |     |       |
| 1980          | Skol Fittipaldi Team   | Fittipaldi F7  | Ford V8           | ESP 5    |          |          |       |          |          |     |       |
| Légende : ici |                        |                |                   |          |          |          |       |          |          |     |       |

## Résultats aux 500 miles d'Indianapolis
| Année | Écurie  | Châssis | Moteur         | Départ       | Arrivée      |
| ----- | ------- | ------- | -------------- | ------------ | ------------ |
| 1984  | WIT     | March   | Cosworth       | 23e          | 32e          |
| 1985  | Patrick | March   | Cosworth       | 5e           | 13e          |
| 1986  | Patrick | March   | Cosworth       | 11e          | 7e           |
| 1987  | Patrick | March   | Chevrolet      | 33e          | 16e          |
| 1988  | Patrick | March   | Chevrolet      | 8e           | 2e           |
| 1989  | Patrick | Penske  | Chevrolet      | 3e           | Vainqueur    |
| 1990  | Penske  | Penske  | Chevrolet      | 1er          | 3e           |
| 1991  | Penske  | Penske  | Chevrolet      | 15e          | 11e          |
| 1992  | Penske  | Penske  | Chevrolet      | 11e          | 24e          |
| 1993  | Penske  | Penske  | Chevrolet      | 9e           | Vainqueur    |
| 1994  | Penske  | Penske  | Ilmor-Mercedes | 3e           | 17e          |
| 1995  | Penske  | Lola    | Ilmor-Mercedes | Non qualifié | Non qualifié |

## Palmarès

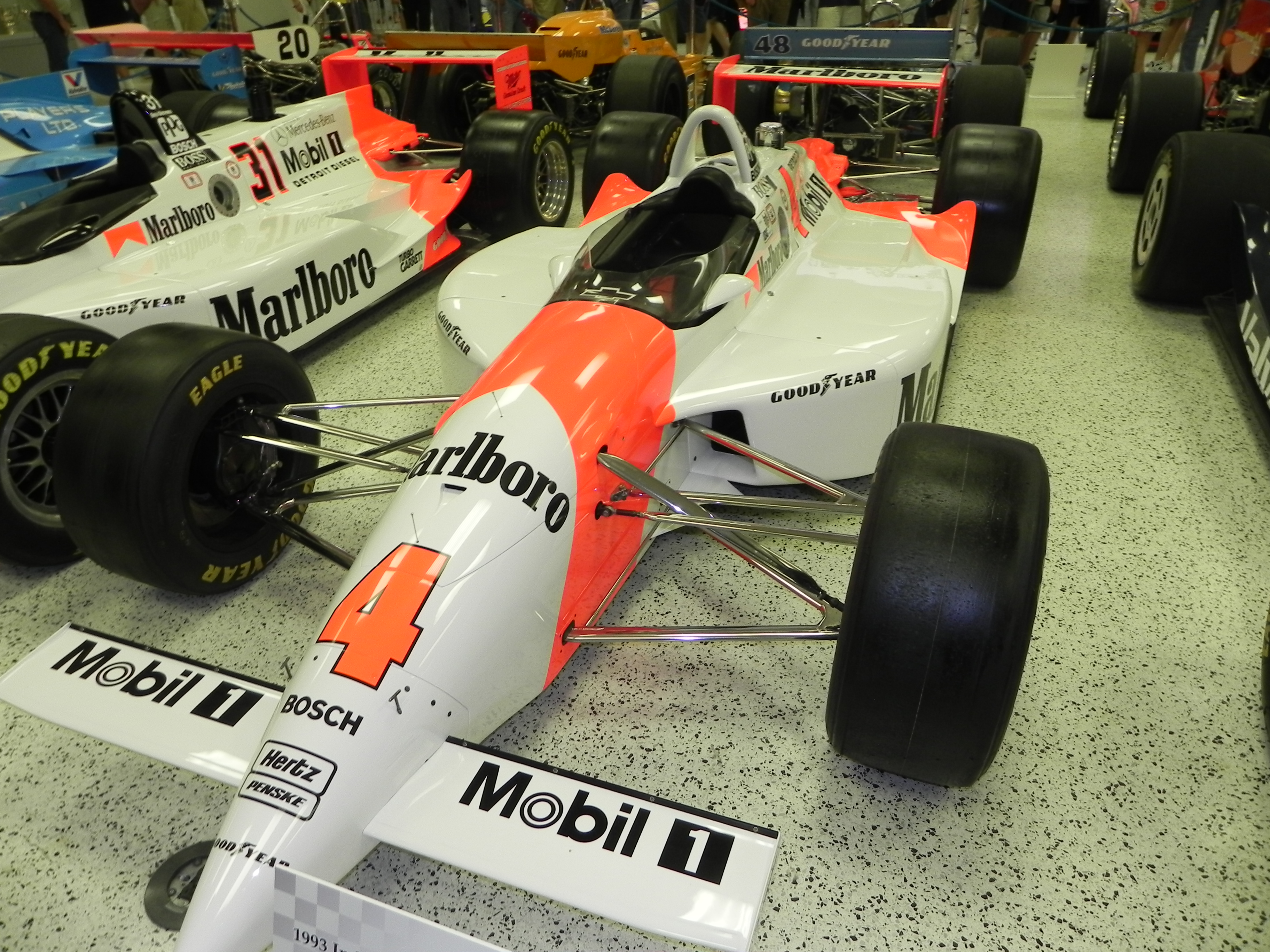
La Penske PC-22 de Fittipaldi, à l'Indy 500 1993.

- Champion de Grande-Bretagne de Formule 3 en 1969
- 2 tournois international du Brésil de Formule 2 1971 et 1972
- Champion du monde de Formule 1 en 1972 et 1974.
- Champion CART en 1989.
- Vainqueur des 500 miles d'Indianapolis  en 1989 et 1993.

## Filmographie
- O Fabuloso Fittipaldi, de Robert Farias et Héctor Babenco (1973)[9].

## Voir aussi

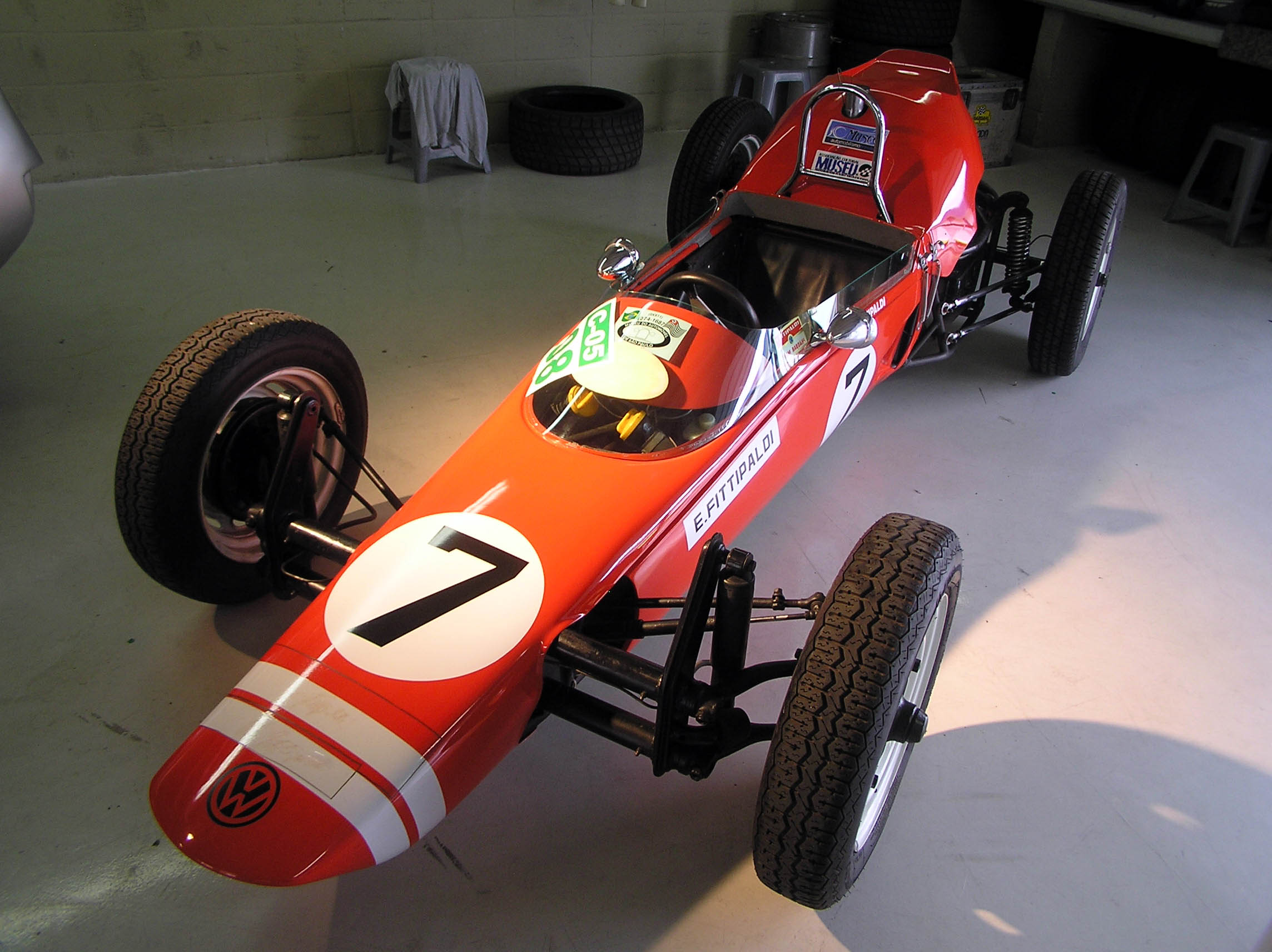
La Formule Vee de Fittipaldi, en 1966.